# アルカリマンガン乾電池
アルカリマンガン乾電池（アルカリマンガンかんでんち）は、主に一次電池として使われている乾電池の一種で、正極に二酸化マンガンと黒鉛の粉末、負極に亜鉛、電解液に水酸化カリウムなどが用いられている。一般的な通称はアルカリ乾電池と呼ばれているが、JISでの名称は「アルカリマンガン乾電池」となっている。以降はアルカリマンガン乾電池を通称のアルカリ乾電池と読み替えて説明する。
アルカリ乾電池は電解液が水溶液であるため、使用時でなくても亜鉛の自己放電と水素発生反応が同時に進行する。

## 化学式
アルカリ乾電池はマイナス極に亜鉛粉（表面積を増やす事により反応性を高める為である）、プラス極に二酸化マンガンを使用する。亜鉛－炭素電池（マンガン電池）が電解質に塩化アンモニウムや塩化亜鉛を使用するのに対して、アルカリ乾電池は電解質に水酸化カリウムを使用する。
正極と負極における化学反応は:
負極
{\displaystyle {\ce {{Zn(s)}+2OH^{-}(aq)->{ZnO(s)}+{H2O(l)}+2{\it {e}}^{-}}}}
正極
{\displaystyle {\ce {{2MnO2(s)}+{H2O(l)}+2{\it {e}}^{-}->{Mn2O3(s)}+2OH^{-}(aq)}}}

## サイズ

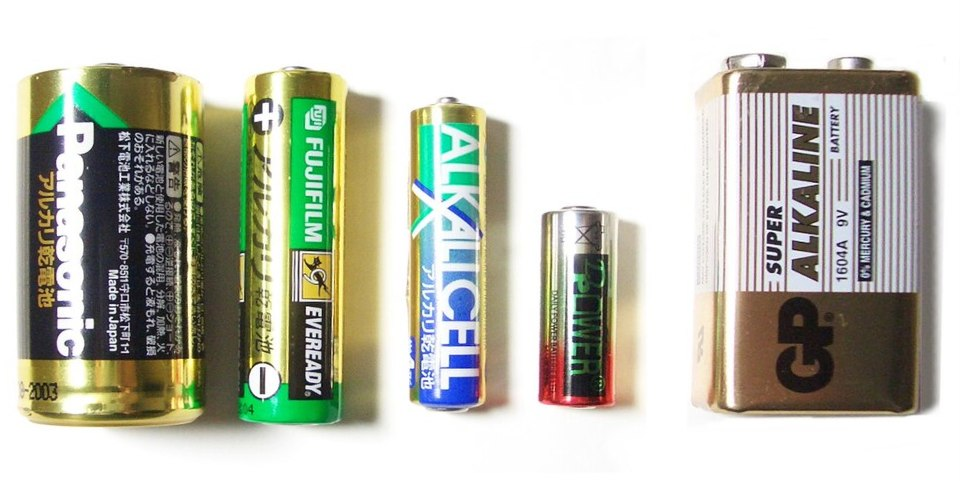
円筒形、積層タイプのアルカリ電池

円筒形（単1形 - 単6形）、積層（9V、3LR12、4LR25、23A、4LR44など）、ボタン電池など、各種の形状やサイズの製品が生産されている。

## 用途
マンガン乾電池に比べ高いエネルギー密度を持ち、モータ駆動用、エレクトロニックフラッシュなど連続的に大きな電流が流れる各種携帯機器に使用されている。内部抵抗が比較的大きいため、デジタルカメラなどのように短時間に大きな電力を消費するような機器には本来向かないものの、エネルギー密度の低いマンガン乾電池では対応できないため、乾電池式のデジタルカメラには通常、アルカリ乾電池の使用が指定されている。
一方、電気時計や赤外線リモコンなどのような消費電力の少ない機器に利用した場合、電池寿命よりも先に使用推奨期限を迎える場合があるので、製品によってはマンガン電池の使用が推奨されている。

### 近年の事情
日本メーカー製のアルカリ乾電池はほぼマンガン乾電池の上位互換となっており、たいていの用途でマンガン乾電池よりも長寿命である。しかし、その時間は適した用途では5 - 10倍になるが、適さない用途では1.5 - 3倍程度にとどまる。
マンガン乾電池が適しているとされていた時計やリモコンでも、電波時計・音声認識など多機能な製品については、アルカリ乾電池を指定するものが出ている。また石油ストーブの点火は従来のヒーター式ではマンガン乾電池が適しているとされていたが、トヨトミの放電式点火装置『PonPa』ではアルカリ乾電池を推奨している。
従来、アルカリ乾電池の短所であった自己放電が大きく改善した事もあり、非常用の備蓄に薦めるメーカーも多い。ただ、液漏れという弱点に関しては、まだ各メーカーとも発展途上の段階である。中には試験において液漏れ率0％を達成した富士通のリモコン用アルカリ電池など、本当に液漏れに強いアルカリ電池も出始めたが、多くはメーカーのアピールほど強くはなく、液漏れの問題は相変わらず克服できていないのが現状である（ただし、マンガン乾電池が液漏れの問題を克服しきっているとはいえない）。現在のところ、能力においてはリチウム乾電池などが圧倒的に優位であるが、コストパフォーマンスで圧倒的にアルカリ電池に有利な上、市場での流通量、一般消費者への認知度などから、一番容易かつ供給の不安のないものとなるとアルカリ電池とならざるを得ない。
また、大電流を要求する用途でアルカリ乾電池の電圧が大きく降下する段階になっても、エネルギー密度ではマンガン乾電池の半分程度を残している為、ミニ四駆やRCカー等のモーター機器で充分な性能が発揮できなくなった個体を、時計などに流用して使い切る方法もある。
20世紀末から2000年代にかけて、アルカリ電池より少し高性能なニッケル系一次電池（位置づけとしてはリチウム電池とアルカリの間といえる）が開発され、当時普及中のデジカメを用途の主として広く市販された。しかしながら、初期電圧が少し高く内部抵抗が低い故その電圧が機器に直接かかる、電圧の降下曲線が異なるため残量検出で不具合の可能性がある、等の問題があった。一般の生産は短期間のうちに縮小、終了した。
現代は「（コストダウンによる）アルカリ乾電池の低価格化」と「（消費電力が多く多機能のため）アルカリ乾電池使用を義務づける機器増加」によりマンガン乾電池の需要が減少傾向にあり、マンガン乾電池を製造・発売しない大手メーカー（例・マクセル）、およびマンガン乾電池を販売しない店舗が急増している。
また、メーカーもマンガン乾電池とアルカリ乾電池の双方の製造ラインを維持することはコストがかかるため、マンガン乾電池に代えて、性能を日本のJIS 8501で規定されている“PU”（所謂“黒マンガン電池”）相当にダウングレードし、その分安価にしたアルカリ乾電池を製造しているところもある。これらは、通常のアルカリ乾電池がマンガン乾電池より高性能であることを示す金色の外装であることに対して、銀色地に黒の外装となっている。公式な世界規格とはなっていないが（元々、黒マンガンの“PU”自体、日本のJISでしか規定されていない）、日本のJIS規格を準用するかたちで形式を“LRxxPU”（“xx”は電池サイズに基づく番号）とするのが世界的な通例となっている。

## 電圧
- 公称電圧 : 1.5V（円筒形）、9V（角形）
- 初期電圧 : 1.6V（円筒形）、9.6V（角形）
- 終止電圧 : 約0.8 - 1.0V（円筒形）

## 歴史
1959年、アメリカのエバレディ・バッテリー（現・エナジャイザー・ホールディングス (en:Energizer Holdings)）のカナダ人ルイス・アリーが開発。（その後、1964年に松下電器産業（電池製造事業部。現・パナソニックエナジー）で「ナショナルマロリーアルカリ乾電池」として販売開始）
1963年（昭和38年）、マクセル電気工業（現・マクセル）が 国産として初めてアルカリ乾電池を製造。

## メーカー

### 日本国外
- 開発元のエナジャイザー・ホールディングスは現在Energizerなどの商品名でアルカリ乾電池を販売している。またデュラセル (en:Duracell) もアメリカで広いシェアを持つ。

### 日本国内
日本では以下の主なメーカーが幅広いシェアを持つ。
- パナソニック（パナソニック エナジー社）- エボルタ、アルカリ乾電池
- 東芝（東芝電池→東芝ライフスタイル）- インパルス、アルカリ1、アルカリZ
- 富士通（FDK、旧:富士電気化学）- FujitsuプレミアムSタイプ、ハイパワータイプ、ロングライフプラスタイプ
- マクセル（旧:日立マクセル）- ボルテージ、maxellアルカリ乾電池
- 兼松（旧:メモレックス・テレックス社）- メモレックス、メモレックス＋、
- リーダーメディアテクノ - Lazos
- 三菱電機ホーム機器 - アルカリ乾電池EX、アルカリ乾電池G

その他にも、オーム電子（Vアルカリ乾電池）やアイリスオーヤマ（BIG CAPAシリーズ）などの家電メーカー各社からも、オリジナルブランドとして販売されている。
東芝電池は2008年にFDKの子会社(FDKエナジー、2017年にFDKへ吸収合併)に生産設備を譲渡し、2009年3月31日をもって東芝ホームアプライアンス（現・東芝ライフスタイル）に事業譲渡されたが電池の販売は継続される（FDK等から供給）。
富士フイルムは2008年9月限りで、ソニー（ソニーエナジー・デバイス）と日立製作所（日立グローバルライフソリューションズ）は2019年8月限りでそれぞれ全種類の電池販売を終了した（今後ソニー・日立製品のリモコンに組み込まれるお試し用電池は、パナソニック・マクセル・FDKなどの他社より供給）。
株式会社トーカン（東洋乾電池→東洋高砂乾電→トーカン）は、2003年にアルカリ一次電池の製造事業をFDKエナジーへ譲渡し生産終了した。（そのため、三菱電機ホーム機器はOEM元を他社に変更）

## アルカリ乾電池の充電

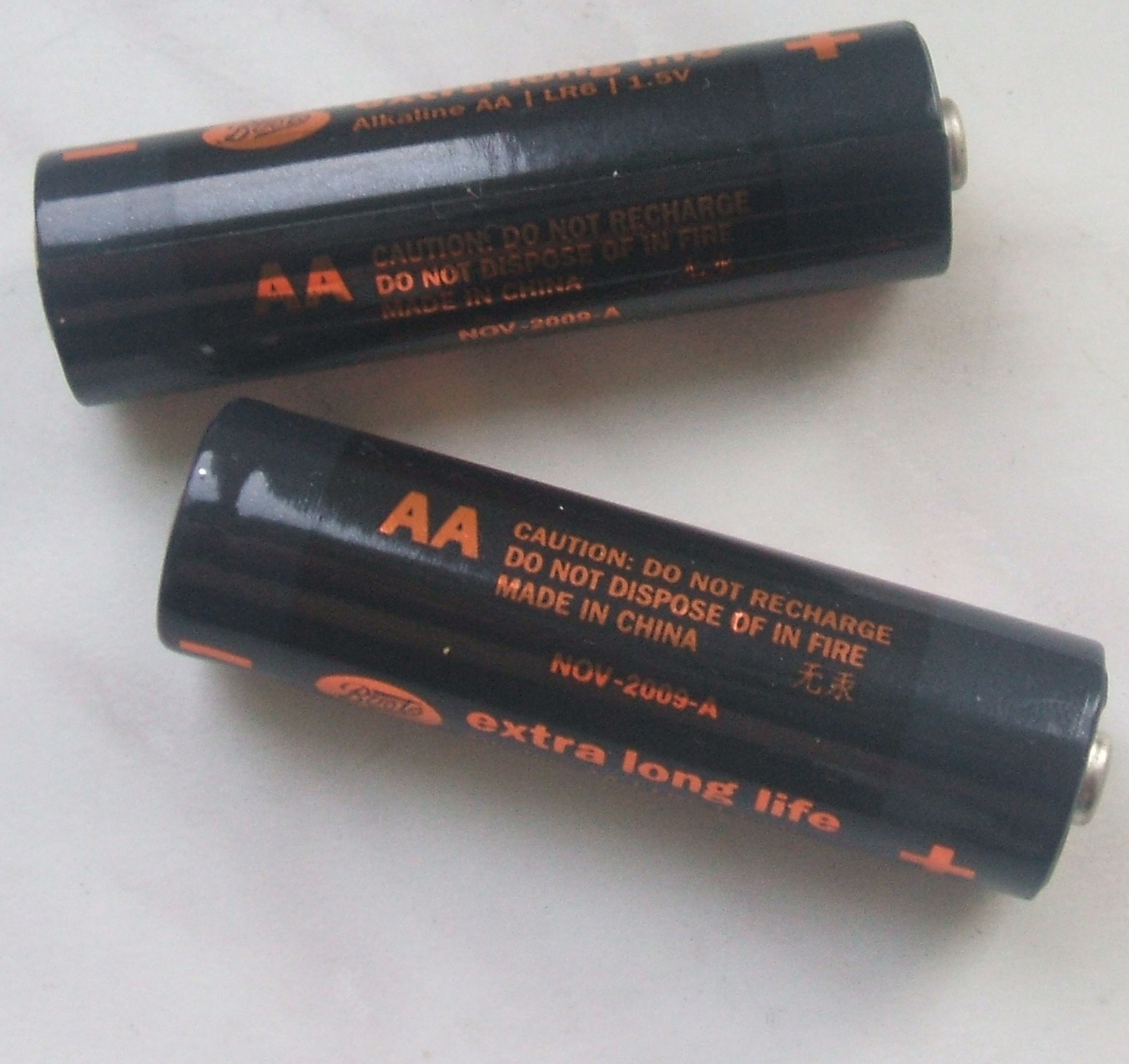
「CAUTION: DO NOT RECHARGE」（注意：充電禁止）と記述されているアルカリ単3乾電池

多くのアルカリ乾電池は充電する事により蓄電量は上昇する。しかし一般的には充電できるようには設計されておらず、充電することは危険を伴う。液漏れや破裂によって怪我をしたり、機器を錆やショートなどで破損させる事につながる。
日本メーカーの一次電池は充電禁止を明記している。これは製造物責任法の制定によりメーカーに事故時の保証が義務付けられているため、回避策として明記しているのである。日本でも「アルカリ乾電池への充電が出来る」と謳った充電器が販売されている事があるが、事故が起こった場合は充電器の販売者と、警告を無視した利用者が責任を負う事になる。

### 概要
アルカリ乾電池の充電は80%のデューティ比の40 - 200Hzのパルス式充電器で充電する。パルス式充電は電解質（水酸化カリウム）の漏洩の危険性を減らす。充電時の電流は通常急激なガスの発生による電池の破裂を避ける為に極低電流を流す。もし電池が腐食や液漏れなど破損していた場合は廃棄して二度と使用すべきではない。たとえ充電に成功してもわずかしか容量が回復せず、充電時の膨張によって変形および強度の低下により液漏れ・破裂しやすくなる。空になった電池は回復しない。

### 安全性
放電済みのアルカリ乾電池に充電した場合容器内でガスが発生する。一般的に容器は密封されているので高圧に達する。密封が破裂すると水酸化カリウム水溶液を含む電解液が漏れたりひどい場合は破裂する。電池が内圧により膨らむ事は危険な兆候である。充電により発熱する。発熱により炎上、破裂により怪我をする場合がある。
水酸化カリウムは腐食性で目や皮膚に触れると怪我に繋がり機器内の電池の端子を腐食する。いかなる電池を充電する場合でも保護めがねを着用することが望ましい。
電池の材料は土壌汚染等の環境汚染を引き起こすので回収に出すべきである。このため、いくつかの地域では電池の廃棄は違法となっている。

### 動作
アルカリ乾電池は放電により内部で化学反応が起こる。活物質が尽き化学反応が起こらなくなると電池の寿命である。電池により活物質が異なるため、可逆的な反応と不可逆的な反応の場合がある。多くのアルカリ乾電池の反応は不可逆な反応である（つまり充電できない）。

## 充電式アルカリ電池

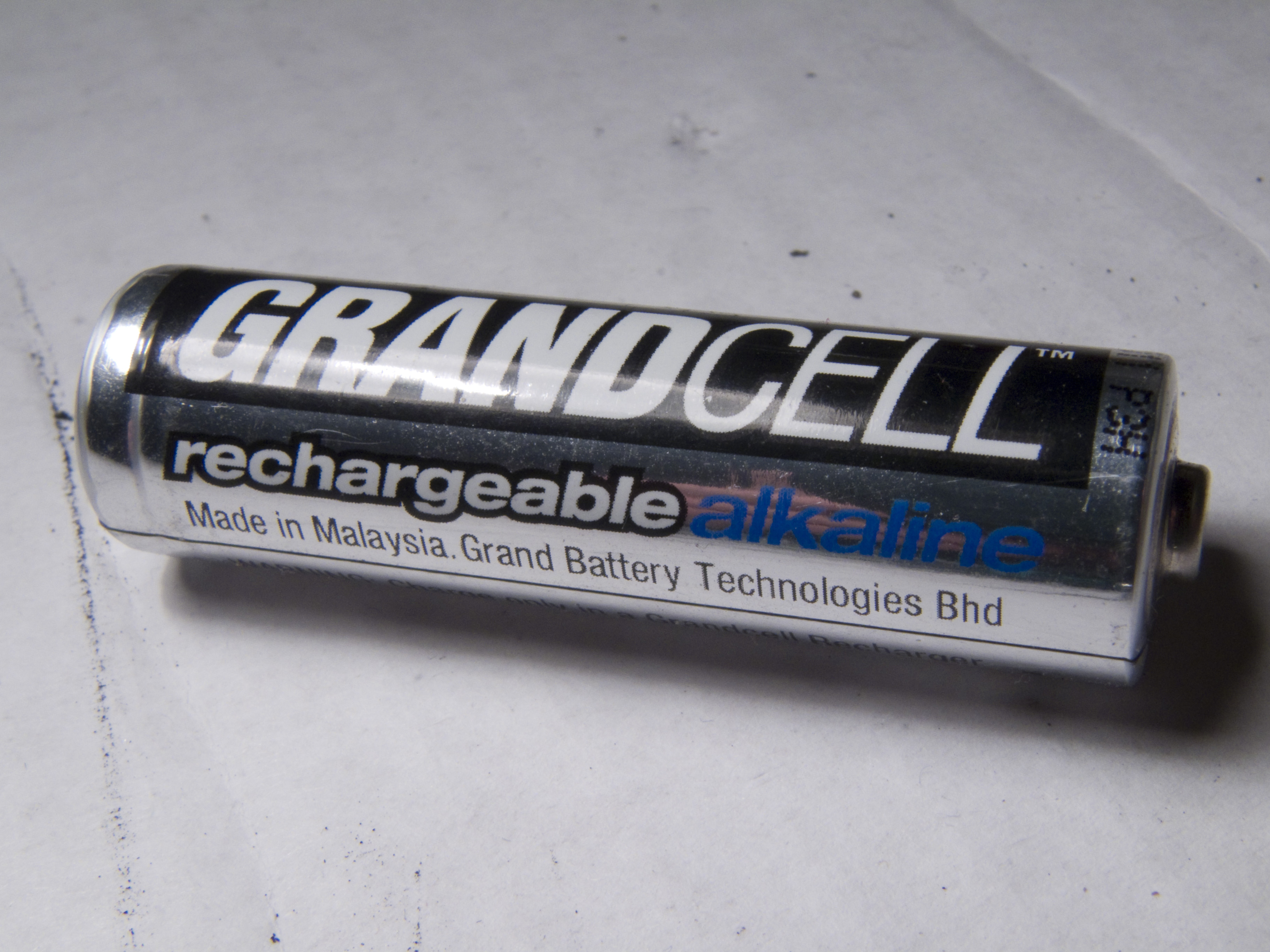
充電式アルカリ電池

充電式のアルカリ電池の第一世代はカナダのバッテリーテクノロジー社がピュアエナジー (Pure Energy) 社、エンバイロセル (EnviroCell) 社、レイオバック (Rayovac) 社、そしてグランドセル (Grandcell) 社にライセンスを与えた。後続の特許と進んだ技術が導入された。単3や単2型等や9Vの006P型がある。充電式アルカリ電池は多くのニカド電池や旧型ニッケル水素電池（エネループが発売される前の物）が90日で自己放電するのに対して年間に渡って充電を維持する。適切に生産されれば充電式アルカリ電池は環境にやさしいエネルギー保管方法である。充電器は「充電式アルカリ電池専用」であり、一般のアルカリ電池を充電できるわけではない。

### 化学組成
充電式とそうでないアルカリ電池の組成の主な違いは材料の組成と充電に適した構造であるか否かである。化学組成の改良なくしては複数回の充電を維持できない。電池はこれまでのアルカリ電池や充電式電池以上の液漏れ対策が施されている。

### 適切な使用と耐久性
標準的な電池の用途に対応している。テレビのリモコン等低消費電流で長期間使用する用途に適する。内部抵抗の影響により、大電流で使用すれば使用時間が著しく短くなる。

### 充電問題
アルカリ充電池は比較的安く容量が大きいがそれらの充電容量は放電量によって異なる。実際の使用においては、充電回数、容量、電圧が不安定である。
- もし25%以下の放電の場合、100回充電でき、約1.42Vである。
- もし50%以下の放電の場合、数10回ほぼ完全に充電でき、約1.32Vである。
- 深放電の後は高容量充電した場合、数回だけである。

### 環境問題
電池によっては環境汚染物質である水銀 (Hg) やカドミウム (Cd) が含まれているので廃棄時には注意を要する。しかしながら、2007年8月時点でほとんどの日本の会社は毒物や重金属を含まない電池を製造している。